# شهرستان جیاوکو
شهرستان جیاوکو (به لاتین: Jiaokou County) یک منطقهٔ مسکونی در چین است که در لولیانگ واقع شده‌است. شهرستان جیاوکو ۱٬۲۶۲ کیلومتر مربع مساحت و ۱۱۵٬۰۰۰ نفر جمعیت دارد.